# 霸王龙和陨星坑
《霸王龙和陨星坑：天体撞击如何导致物种灭绝》（英語：T. Rex and the Crater of Doom）是沃爾特·阿爾瓦雷茨写作的一本科普书籍，1997年由普林斯顿大学出版社出版，卡尔·齐默作序，列入普林斯顿科学文库，介绍了他提出的希克蘇魯伯小行星石撞击事件造成白垩纪﹣古近纪灭绝事件的假说。